# Luynes (Bouches-du-Rhône)
Pour les articles homonymes, voir Luynes.
Luynes (Loina en occitan) est un quartier situé dans la commune française d'Aix-en-Provence, dans le canton d'Aix-en-Provence-Sud-Ouest. Luynes tire son nom de la rivière homonyme qui la traverse.

## Histoire
Plusieurs sites des époques gauloise et romaine ont été mis au jour à Luynes. Dans le quartier de la Blaque, de la céramique, des amphores, de la sigillée et d'autres éléments ont été découverts en 1988 et signalent la présence d'un établissement à l'époque du Haut-Empire (Ier – IIIe siècles). Au lieu-dit Saint-Jean, c'est une villa antique qui a été découverte en 1965 grâce à des photographies aériennes, même si une prospection pédestre s'est révélée moins convaincante, avec la mise au jour d'un seul mur.
Luynes est décrit à la fin du XVIe siècle comme « une petite ferme à la porte d'Aix ». Elle appartenait alors à Guillaume Ségur, chanoine de la cathédrale de Marseille. La famille Ségur s'alliant avec les Margalet, les Margalet de Ségur deviendront seigneurs de Luynes. L'agglomération qui se développe dans les siècles qui suivent tire donc son nom d'un domaine agricole situé au bord de la Luynes.
Le titre des ducs de Luynes, créé en août 1619, a pour origine les domaines de la famille d'Albert à Luynes.

### Héraldique
| Armes de Luynes | Les armes peuvent se blasonner ainsi : D'or à un pont de deux arches de gueules soutenu par deux loups affrontés de sable, lampassés, armés et vilenés de gueules. |

## Éducation
Luynes compte plusieurs établissements d'éducation.
- l'école élémentaire Edouard Peisson
- l'école maternelle et primaire internationale bilingue CIPEC, créée en 1984,
- le collège Sophie Germain[5], dont la construction a été annoncée en 2010 [6]
- le lycée Georges-Duby, à vocation internationale, comprenant une section allemande et une section anglaise,
- l'International bilingual school of Provence ou « I.B.S. of Provence » (École secondaire).

## Lieux et monuments

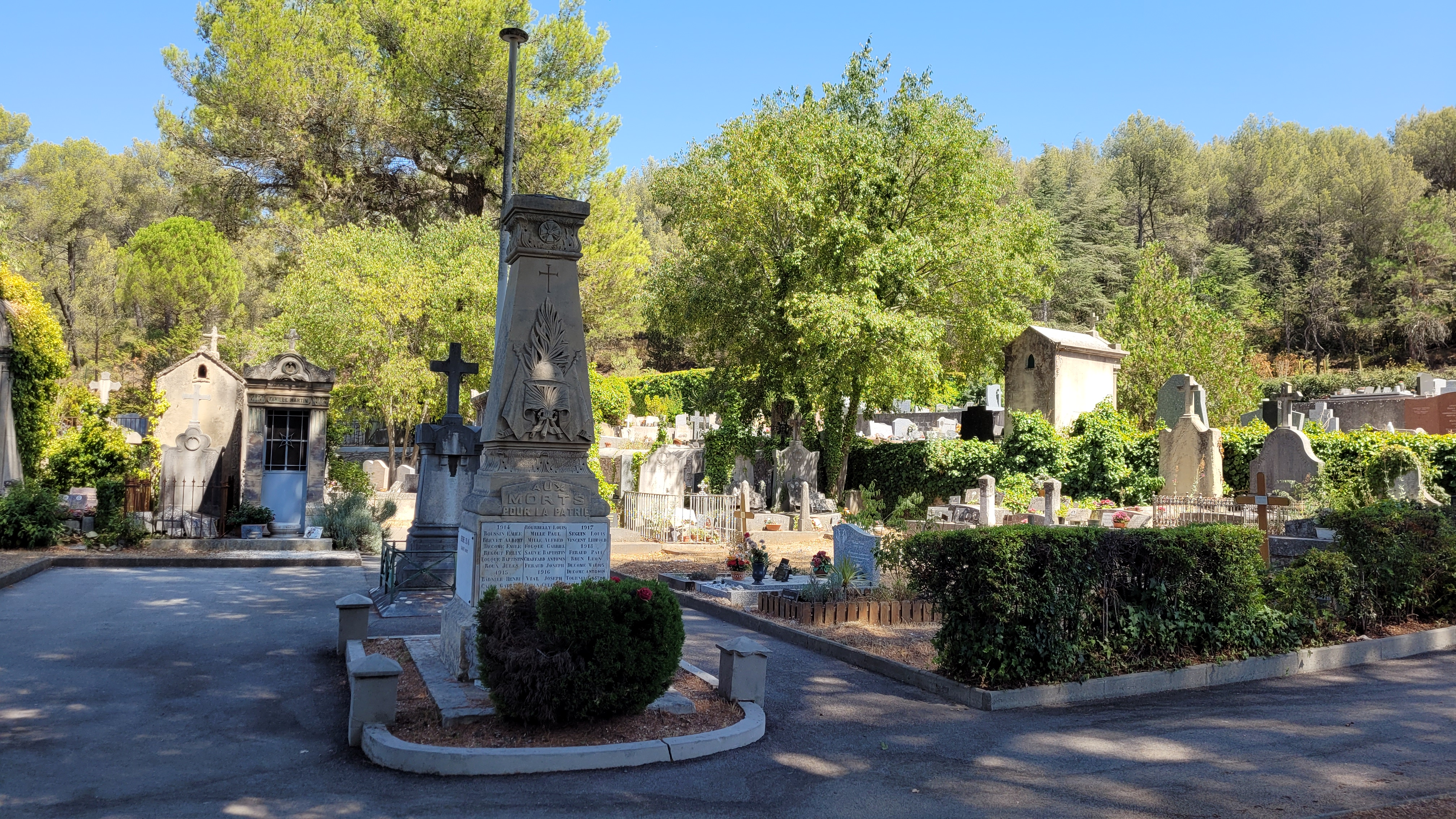
Cimetière de Luynes.

### Nécropole nationale
La Nécropole nationale de Luynes rassemble 11 424 soldats des troupes françaises tombés lors des deux guerres mondiales depuis 1966. Elle avait accueilli temporairement des dépouilles de soldats alliés tombés lors du débarquement et des combats qui ont suivi. Certains ont été dirigés vers d'autres cimetières en France quand d'autres ont été rapatriés auprès de leurs familles.

### Centre pénitentiaire d'Aix-Luynes
Le centre pénitentiaire d'Aix-Luynes, mis en fonction le 5 juin 1990, est situé entre le CD59 et l'autoroute A51. Il reçoit, outre les détenus provisoires, une population carcérale particulière, comme les mineurs, les détenus particulièrement surveillés (DPS) et les condamnés à faible reliquat de peine. Il héberge en 2010 613 détenus, soit un taux d'occupation de 125 %. Il s'agit exclusivement d'hommes. Un atelier de 1 200 m2 permet à 60 détenus de travailler dans le façonnage et les conditionnements. Il est également possible de suivre une formation professionnelle de 3 à 6 mois pour 180 détenus. Une bibliothèque de 60 m2, contenant 5 000 ouvrages est aussi accessible aux détenus.
Un projet d’agrandissement doit voir le jour en 2015, pour un bâtiment de 600 à 700 places.

### Château de l'Enfant: Aérodrome puis camp disciplinaire
Le château de l'Enfant a été avant guerre le site d'un aérodrome lié à celui des Milles par les allemands, converti en camp disciplinaire à la libération, dépendant du camp de Calas (voir les Milles et Calas). Lors du débarquement, l'Enfant est transformé en camp disciplinaire administré par la MP. Son état final et l'alignement des axes d'envols conduit à l'abandon comme terrain d'aviation. Le Disciplinary Training Center (DTC), camp disciplinaire ou prison militaire a été ouvert le 1er mai 1945. Il recevait les soldats US coupables d’infraction au code militaire et au code pénal. Il était sous le contrôle d’éléments du 796 th bataillon de Military police et rattaché au camp de Calas.

### Loisirs
Le 23 juin 2011, Zinédine Zidane inaugure le complexe sportif de futsal, « son complexe », le Z5. Il est ouvert au public depuis le 25 juin 2011.